# Born to Be with You
Az 1975-ös Born to Be with You Dion nagylemeze. Szerepel az 1001 lemez, amit hallanod kell, mielőtt meghalsz című könyvben.

## Az album dalai
| 1. | Born to Be with You                     | Don Robertson              | 6:51 |
| 2. | Make the Woman Love Me                  | Barry Mann, Cynthia Weil   | 4:33 |
| 3. | Your Own Back Yard                      | Dion DiMucci, Tony Fasce   | 3:50 |
| 4. | (He's Got) The Whole World in His Hands | Phil Spector, Dion DiMucci | 3:21 |

| 1. | Only You Know              | Gerry Goffin, Phil Spector                 | 4:45 |
| 2. | New York City Song         | Dion DiMucci, Bill Tuohy                   | 3:45 |
| 3. | In and Out of the Shadows  | Gerry Goffin, Phil Spector                 | 4:18 |
| 4. | Good Lovin' Man            | Phil Spector, Dion DiMucci, A.J. Bernstein | 3:47 |
| 5. | Baby, Let's Stick Together | Phil Spector, Jeff Barry                   | 3:19 |

## Közreműködők
- Phil Gernhard – producer
- Pete Romano – hangmérnök
- Phil Spector – producer